# 格里戈里·科托夫斯基
格利哥里·伊万诺维奇·科托夫斯基（羅馬化：Grigoriy Ivanovich Kotovskiy；1881年6月24日—1925年8月6日），俄國冒险家、苏联军事政治人物，曾参与俄国内战。擁有波蘭血統。早年为银行劫匪，后最终成为苏俄红军指挥官、革命军事委员会成员和苏联中央执行委员会成员。苏联小说《钢铁是怎样炼成的》的作家尼古拉·奥斯特洛夫斯基曾在其手下骑兵部队服役。俄罗斯坦波夫州科托夫斯克等地以他的命名命名，乌克兰波迪利斯克在1935年至2016年间名为科托夫斯克（因去共化移除），其出生地摩尔多瓦亨切什蒂1965年至1990年间也以他的名字命名。